# 労働市場
労働市場（ろうどうしじょう、Labour market）は、労働力を商品として、需要と供給をめぐる取引がおこなわれる市場である。労働市場の存在は、資本主義の特徴の一つである。
労働市場では、需要と供給の調整は、賃金の調整で行われている。労働の超過供給とは、「失業」であり、失業とは「賃金の下方硬直性」と密接に結びついた現象である。

## 統計
労働力人口（Labour force, Workforce）、経済的アクティブ人口（currently active population）とは、雇用者（一般雇用および軍人）および失業者であり、かつ以下の条件を満たす者である。
- 民間雇用：週に１時間以上働いている（または職についているが、病気・休暇といった理由で働いていない）。
- 失業者：現在仕事はないが、積極的に仕事を探しており、すぐに就業可能である。

労働参加率（Labour force participation rate, LFPR）、労働力比率，労働力人口比率、経済的アクティブ率（Economic activity rate, EAR）とは、生産年齢人口（working age, 15-64歳）に占める労働力人口の割合である。

OECD各国の労働参加率

## 日本における労働市場
| 雇用形態                           | 万人  |
| ---------------------------------- | ----- |
| 役員                               | 335   |
| 期間の定めのない労働契約           | 3,728 |
| 1年以上の有期契約                  | 451   |
| 1か月～1年未満の有期契約（臨時雇） | 763   |
| 1か月未満の有期契約（日雇い）      | 15    |
| 期間がわからない                   | 239   |

日本の労働市場は堅い解雇規制（これについては正規社員の解雇規制緩和論や整理解雇も参照）と企業風土によって硬直化しているが、技術職や専門職など社外でも技術をそのまま生かせる職能を持つ者は転職しやすく、またそれを求める需要も多く存在する。そのような職種はエンジニア（特にシステムエンジニア）やトレーダー、デザイナーなど多種多様である。
また近年では、リクナビやマイナビなどの登場により、｢新卒採用の労働市場化｣も顕著になってきている。
賃金と物価の好循環および労働移動の課題について、近年、日本では物価上昇を通じた期待形成と賃金上昇の広がりが相互に作用することで成長を支える構図が意識されている一方、賃金の下方硬直性の解消状況の検証や、転職を通じた労働移動の円滑化に向けた課題も指摘されている。労働市場においては、賃金をシグナルとしたミスマッチ解消が必要である。

## 労働市場とスキル
専門家によると、情熱によって労働市場を選ぶことが苦難になる理由は、情熱を持てる仕事はたいてい自分の専門分野だが、現在と将来の労働市場を考えると、就職先や給料などの状況が自分の専門分野と一致しないことが多いからだそうである。例えば、言語は平均的に女子の方が男子より得意だが、数学は女子も男子も同じであることが科学的に証明されている。そのため、女子は自分の得意な語学関係の仕事を選ぶ傾向があるが、その結果、比較的有利な数学関係の仕事は男子に取られてしまうのである。